# Layla Claire
Layla Claire (née en 1982) est une chanteuse d'opéra soprano canadienne. Elle est née à Penticton, en Colombie-Britannique. Elle est diplômée du Lindemann Young Artist au Metropolitan Opera, où elle a fait ses débuts dans le rôle de Tebaldo dans Don Carlos de Verdi en 2010.

## Distinction
- Prix Virginia-Parker